# Ampulex seitzii
Ampulex seitzii är en  stekelart som beskrevs av Kohl 1893. Ampulex seitzii ingår i släktet Ampulex och familjen Ampulicidae. Inga underarter finns listade i Catalogue of Life.